# Dictyostelium discoideum
Dictyostelium discoideum je vrsta amebe koja živi u zemljištu. Ona pripada filumu Mycetozoa. D. discoideum je eukariota koja se transformiše tokom svog životnog veka od agregacije jednoćelijskih ameba do multićelijskog plazmodijuma i zatim u plodonosno telo. D. discoideum ima jedinstveni aseksualni životni ciklus koji se sastoji od četiri faze: vegetativna, agregaciona, migraciona, i kulminacija. Životni ciklus D. discoideum je relativno kratak, i obuhvata kretanje, ćelijsku signalizaciju i razvoj. Ovaj organizam se koristi u istraživanjima ljudskog kancera. Jednostavnost životnog ciklusa čini ovaj organizam dobrim modelom u istraživanju genetičkih, ćelijskih i biohemijskih procesa drugih organizama.

## Literatura
- Tyler M.S. (2000). Developmental Biology A Guide for Experimental Study. 2nd ed. Sunderland (MA): Sinauer. стр. 31—34. ISBN 978-0-87893-843-8.
- Gilbert S. F. (2006). Developmental Biology. 8th ed. Sunderland (MA): Sinauer. стр. 36–39. ISBN 978-0-87893-250-4.

## Spoljašnje veze
- Model organizmi Архивирано на веб-сајту  (5. септембар 2015)